# Indianapolis News
Indianapolis News was een avondkrant in Indianapolis. De krant was 130 jaar actief en werd op 7 december 1869 voor het eerst uitgegeven, op 1 oktober 1999 was de laatste editie. Eens had de krant de grootste oplage in de staat Indiana en was het de oudste krant in Indianapolis.
De terugloop van de krant kwam gelijk met de steeds groter wordende oplage van de ochtendkrant The Indianapolis Star. Voorafgaand aan het verdwijnen van de krant was een gedeelte van de redactie gaan werken bij de Star.